# Pohorelá (przystanek kolejowy)
Pohorelá – przystanek kolejowy znajdujący się we wsi Pohorelá w kraju bańskobystrzyckim na linii kolejowej 172 Banská Bystrica – Červená Skala na Słowacji.